# Professor Creek
Der Professor Creek ist ein Bach im US-Bundesstaat Utah, der 30 km nordöstlich von Moab in den Colorado River mündet. Der Bach hat sich bis zu 30 m tief in den Sandstein gefressen und dabei einen ca. 1,5 km langen und sehr engen Canyon geschaffen, der als Mary Jane Canyon bekannt ist. Wegen seiner interessanten Felsstrukturen ist der Canyon ein beliebtes Ziel für Wanderer.